# Kázmér Ernő
Kázmér Ernő, 1911-ig Klein Ernő (Máramarossziget, 1892. október 5. – Pancsova, 1941. júniusa ?) magyar esszéíró, kritikus.

## Élete
Klein Ábrahám és Mautner Emília gyermeke. A középiskolát Budapesten végezte, 1910-ben érettségizett. Utána járt az egyetem bölcsészkarára is, de nem ismeretes, hogy meddig. Más forrás szerint érettségi után banktisztviselőként dolgozott, 1910–1912 között Olaszországban tanult művészettörténetet.
Az 1910-es évek elején újságíró lett. 1913-ban „a rövid életű Május c. folyóirat egyik szerkesztője”, illetve a Világ című lap újságírója volt. 1915-től A Hét munkatársaként közölt irodalmi és képzőművészeti kritikákat, ezekkel vált ismertté. 1917-ben jelent első (és egyetlen) kötete, melyben több, nálunk még alig ismert külföldi írót, művet is bemutatott. 1919. május 17-én Budapesten, az V. kerületben házasságot kötött Weisz Ibolykával, Weisz Mór és Weisz Ilona gyermekével. A Tanácsköztársaság leverése után, 1920 február végén letartóztatták, május elsején kiengedték.
Ezután elhagyta az országot és Pozsonyban telepedett le. Kritikusi pályája az 1920-as években Szlovákiában folytatódott, – bár az ottani magyar irodalmi életbe nem sikerült bekapcsolódnia –, az 1930-as évek elejétől pedig Jugoszláviában bontakozott ki. Egy cseh fakereskedelmi vállalat képviselőjeként dolgozott előbb Zágrábban, majd Dubrovnikban, 1936-tól Belgrádban. Jugoszláviában előbb egy szabadkai napilapban jelentek meg nagy számban írásai. A délvidéki magyar írók tekintélyes folyóiratába, a Kalangyába Szenteleky Kornél szerkesztő halála (1933) után, Szirmai Károly szerkesztősége idején kezdett publikálni. A Kalangyában nagyobb terjedelmű és jelentősebb bírálatokat, esszéket is közölt, azonkívül fordított, lexikon szerkesztésben vett részt, tanulmányokat írt, egyebek között szerb írókról. Sok kisebb írása jelent meg, gyorsan dolgozott és 1938-tól már kizárólag írásaiból élt, mivel állásából elbocsátották. A  Nyugatban is megjelent néhány munkája, több szerb lapba is írt cikkeket, 1940-től pedig a Láthatárnak is dolgozott.
Korábban úgy tudták, hogy a Belgrád bombázása (1941. április 9.) utáni napokban eltűnt. Egy szemtanú beszámolójából később kiderült, hogy a Bánát megszállása (április 12.) után a németek mint csehszlovák zsidót elfogták. Júniusban még Nagybecskereken tartották fogva, majd onnan a  Szovjetunió megtámadása (június 22.) után a Pancsován kialakított koncentrációs táborba vitték. „Kázmér Ernő a legelső áldozatok között lehetett.”

## Munkáiról
Első kiadványa: Masaryk vallása (Globus Ny., Košice, 1923). Egyetlen könyve, az Idegen portrék (Tevan, Békéscsaba, 1917) kb. huszonöt külföldi író, illetve irodalmi mű bírálatát tartalmazza, melyek többsége A Hétben jelent meg. A rövid, impresszionista stílusú kritikákban többnyire „csupán vázlatos, kifejtetlenül dicsérő megállapításai vannak”. Irodalmi tárgyú írásaiban nagyobb részt kortárs szerzőkkel, magyar, délszláv és más európai írókkal, művekkel foglalkozott. Több száz rövidebb-hossza írása, irodalmi és képzőművészeti kritikái, írói portréi, kiállítási- és könyvismertetései különféle, zömmel jugoszláviai lapokban, folyóiratokban vannak szétszórva. Halála után sem jelent meg közülük válogatás, csak a Kalangya szerkesztőjéhez írt levelezését adták ki (Levelek Szirmai Károlyhoz, 1975). Munkásságát Vajda Gábor részletesen elemezte Kázmér Ernő szellemi arca című monográfiájában (Újvidék, Forum Könyvkiadó, 1980).